# Наджахаво
Наджахаво (груз. ნაჯახავო) — село в Грузії.
За даними перепису населення 2014 року в селі проживає 1054 особи.